# Église Saint-Barthélémy de Saint-Amant-Roche-Savine
Pour les articles homonymes, voir Église Saint-Barthélémy.
L'église Saint-Barthélémy est une église catholique de style gothique du XVe-XVIe siècle située à Saint-Amant-Roche-Savine, en France.

## Localisation
L'église est située dans le département français du Puy-de-Dôme, sur la commune de Saint-Amant-Roche-Savine.

## Historique
L'édifice est classé au titre des monuments historiques en 1907. Sous un décor du XIXe siècle, des peintures murales médiévales ont été découvertes et restaurées par Yves Morvan en 1984.
|                                     |
| Saint Georges terrassant le dragon. |

|                            |
| Peinture murale médiévale. |

|                          |
| Sortie de messe en 1910. |